# Boulevard de la Pétrusse
Pour l’article homonyme, voir Pétrusse.
Le boulevard de la Pétrusse est une voie de la ville de Luxembourg.

## Situation et accès
Il est situé dans le quartier de la gare à Luxembourg.

## Historique
Le boulevard de la Pétrusse a été percé à la fin du XIXe siècle à la suite de la démolition de la forteresse de Luxembourg et à l'urbanisation du plateau Bourbon. Il est longé d'un côté par des maisons de ville d'une grande qualité architecturale. Encore aujourd'hui, le boulevard de la Pétrusse compte parmi les artères les plus en vogue du centre-ville de Luxembourg. Beaucoup de maisons ont été épargnées jadis par la nouvelle urbanisation des années 1970. Aujourd'hui cette artère, longeant la vallée de la Pétrusse, présente encore les traces originales de l'architecture du début du 20è siècle à Luxembourg. Beaucoup de maisons sont de nos jours restaurées en respectement, pour la plupart, leurs caractéristiques d'antan.

## Galerie

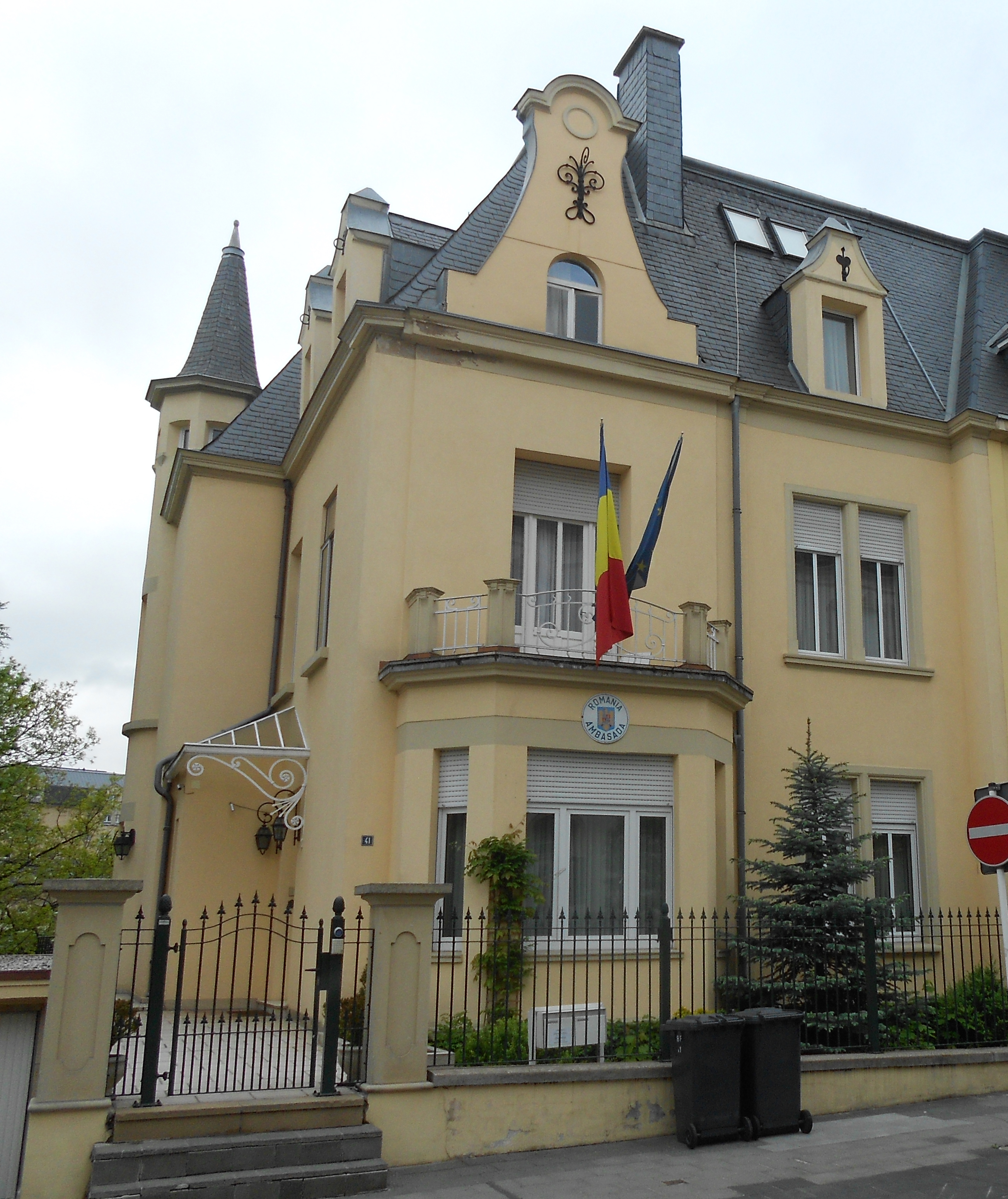
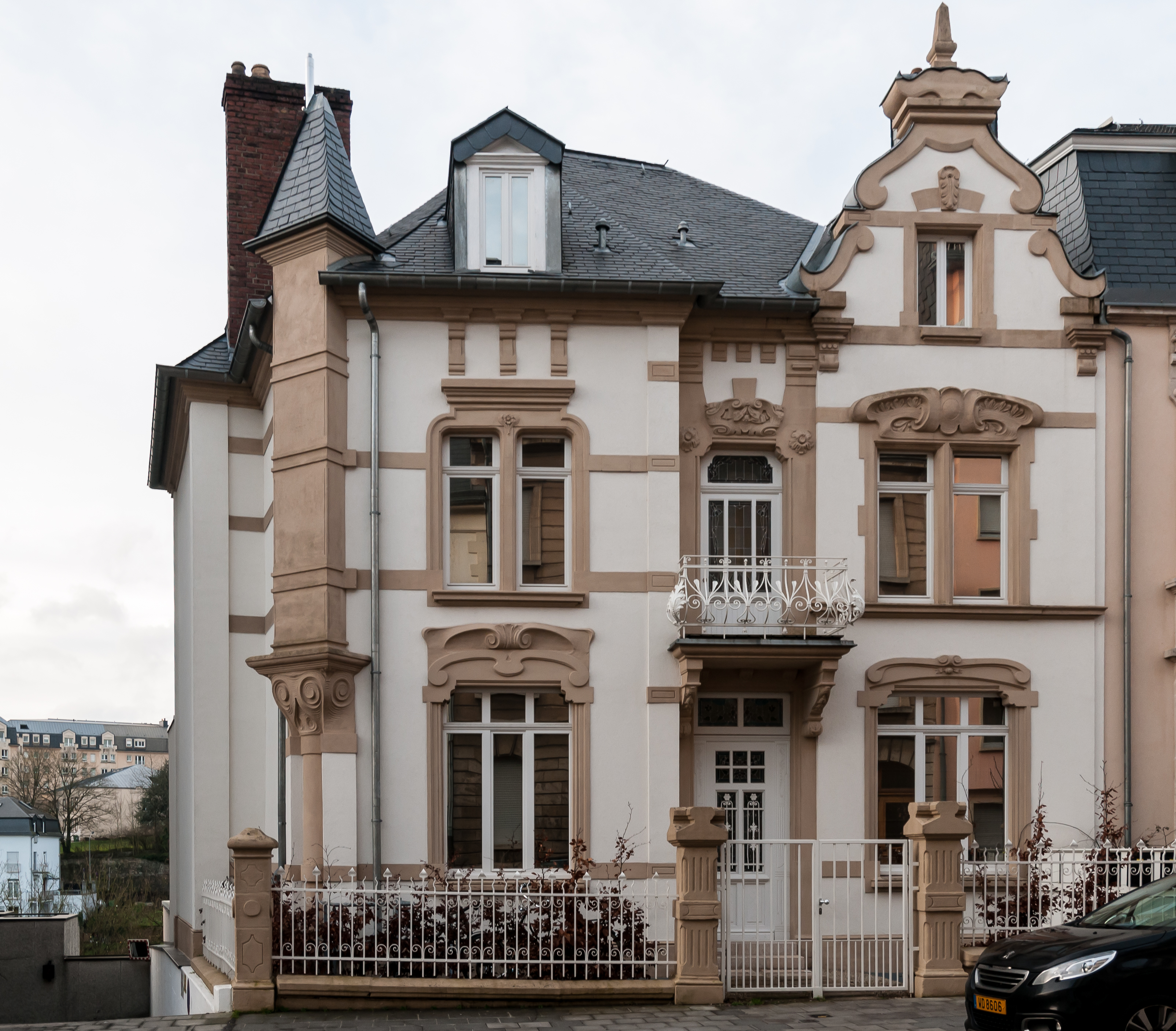
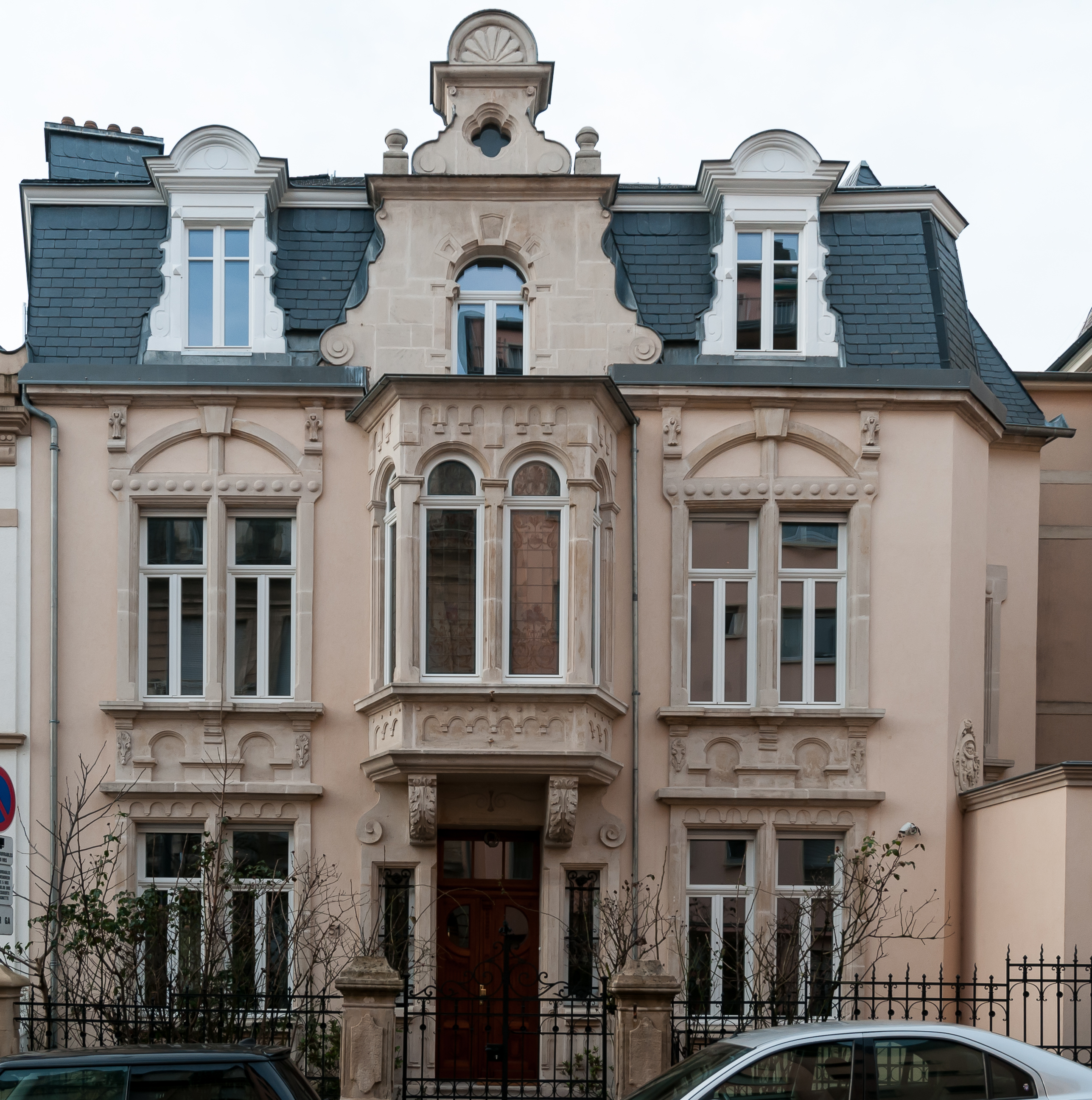
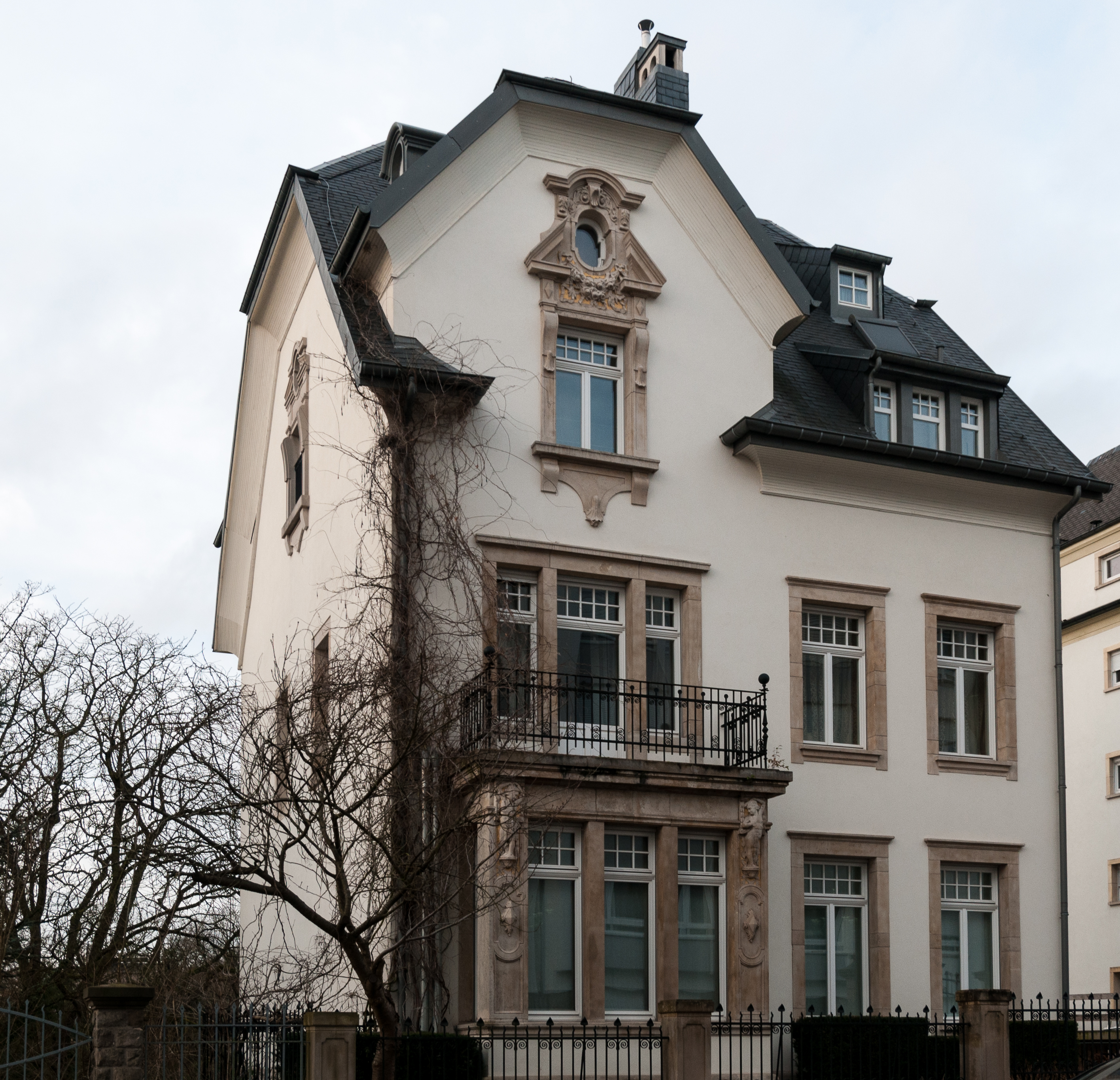
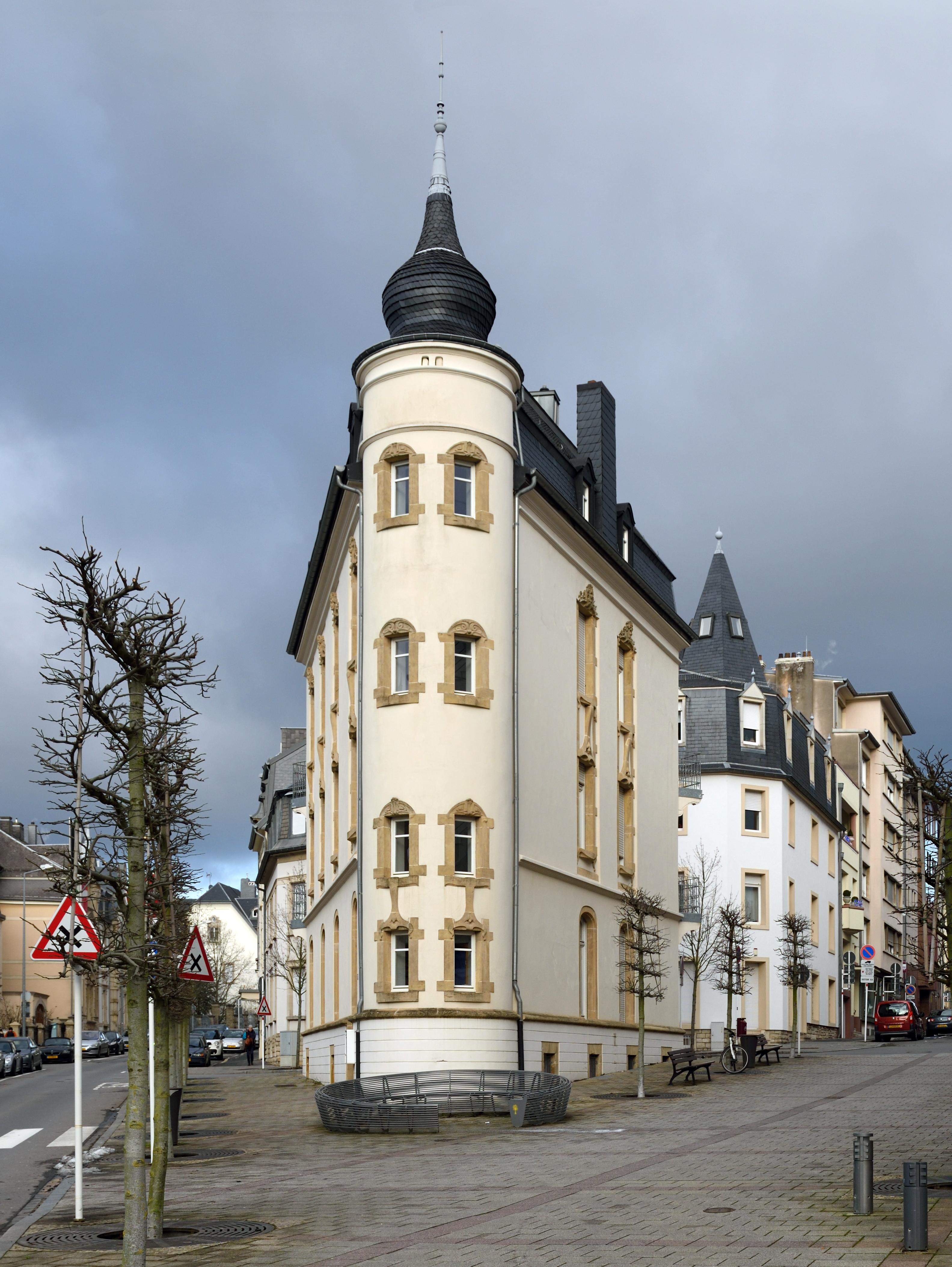
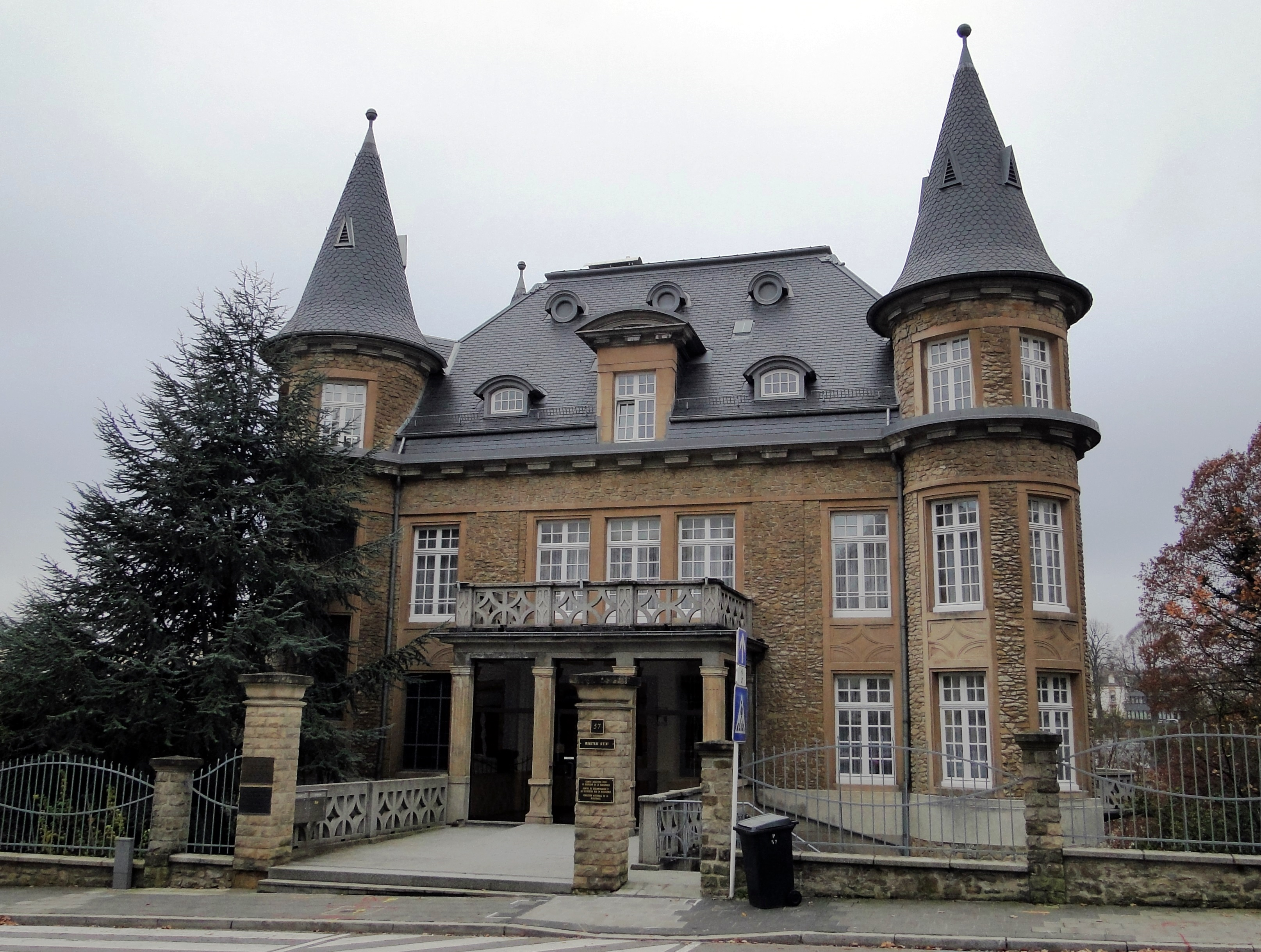
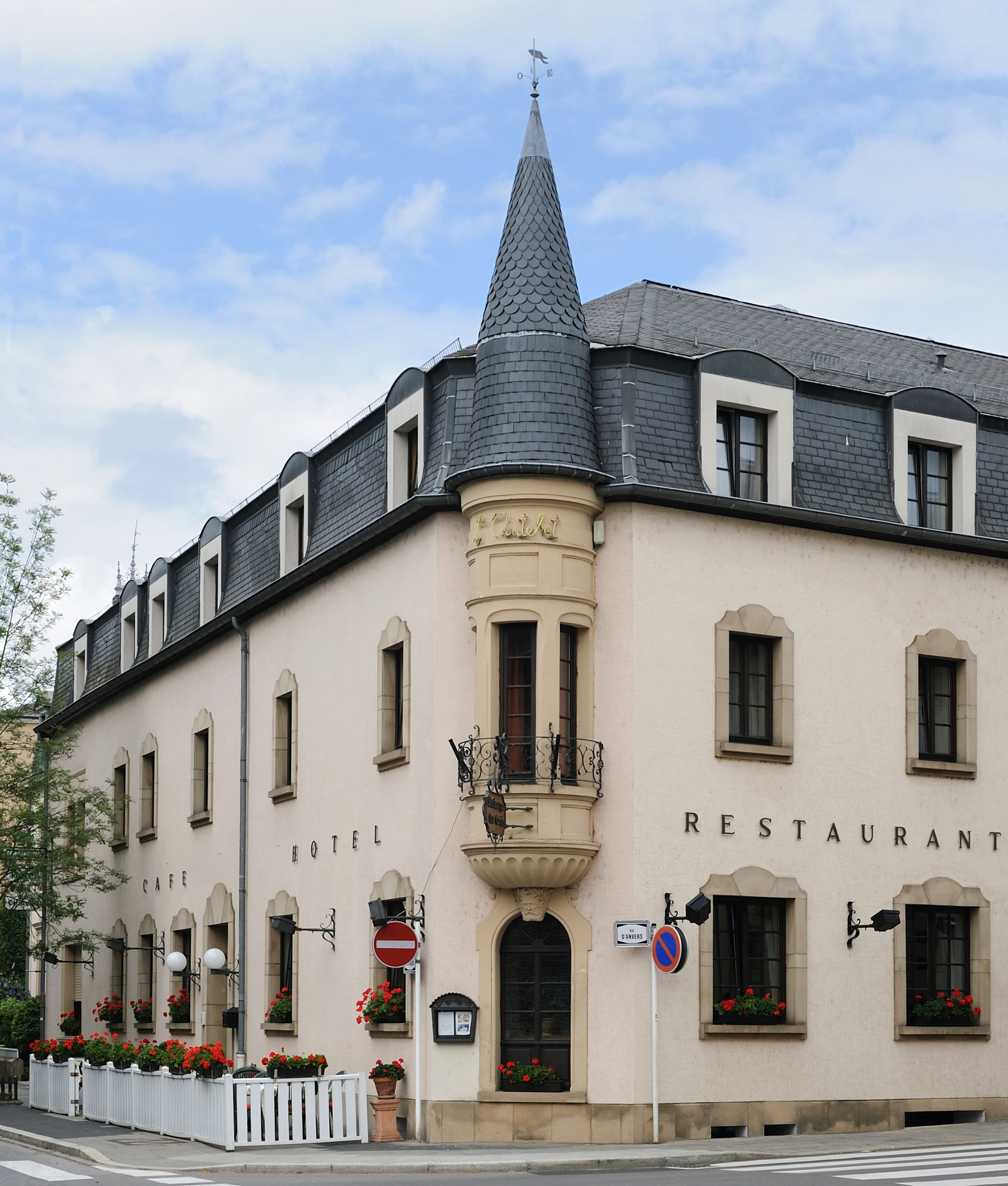